# テュペロ・ハニー (曲)
「テュペロ・ハニー」（Tupelo Honey）は、ヴァン・モリソンが1971年に作詞作曲し発表した楽曲。

## 概要
1970年に発表した「クレイジー・ラヴ」のメロディを借用して作られた。「彼女はテュペロ・ハニーのように甘く美しい／まさに特級の天使だ」と歌われる。「Tupelo」とはヌマミズキ属の木のこと。アメリカ南部ではテュペロの花を元とする蜂蜜が高級品として製造されている。エルヴィス・プレスリーはこの植物にちなんで名付けられたミシシッピ州の町、テューペロに生まれた。モリソンはこの曲がプレスリーを想起せずにはいられないことを熟知しており、「テュペロ・ハニー」はカントリーやフォーク、R&B色の強い5枚目のアルバムのタイトルにもぴたりとはまった。
レコーディングはサンフランシスコのウォーリー・ハイダー・スタジオとコロムビア・スタジオで行われた。ドラムズはコニー・ケイが叩いた。
1971年10月15日発売のアルバム『テュペロ・ハニー』に収録。11月にシングルカットされ、ビルボード・Hot 100で47位を記録した。
1979年2月のコンサートでの映像が、1981年発売のビデオ『Van Morrison in Ireland』に収録されている。また、1980年7月10日にモントルー・ジャズ・フェスティバルで行ったライブの映像が、2006年10月発売のDVD『Live at Montreux 1980/1974』に収録されている。
1978年10月、マーティン・スコセッシを追った1時間のドキュメンタリー映画『Movies Are My Life』がシカゴ国際映画祭で上映された。『ラスト・ワルツ』製作時に撮影されたこの映画の中で、ザ・バンドのロビー・ロバートソンはスコセッシに語っている途中でラジカセの再生ボタンを押す。「テュペロ・ハニー」を聴く人々の姿をカメラはとらえる。

## カバー・バージョン
- リッチー・ヘヴンス - 1972年のライブ・アルバム『Richie Havens on Stage』に収録[6]。
- キルカ - 1972年のアルバム『Nykyaikaa』に収録。フィンランド語の歌詞でタイトルは「Apilan Mesi」[7]。
- ダスティ・スプリングフィールド - 1973年のアルバム『Cameo』に収録。
- カサンドラ・ウィルソン - 1993年のアルバム『ブルー・ライト・ティル・ドーン』に収録。
- リトル・ミルトン - 2003年のトリビュート・アルバム『Vanthology: A Tribute to Van Morrison』に収録。
- ケリー・ホジキン - 2009年のアルバム『Table in the Corner』に収録。
- コリン・ジェームズ - 2012年のアルバム『Fifteen』に収録。